# Ito Hiroki (cầu thủ bóng đá, sinh 1978)
Itō Hiroki (伊藤 宏樹 sinh ngày 27 tháng 7 năm 1978) là một cầu thủ bóng đá người Nhật Bản.

## Sự nghiệp câu lạc bộ
Itō Hiroki đã từng chơi cho Kawasaki Frontale.